# Black Market Music
Black Market Music je v pořadí třetí studiové album britské kapely Placebo, byla vydána roku 2001.
Úvodní píseň Taste in Men je spíše kytarový pop, ve Spite & Malice skladbu ozvláštňuje rap Justina Warfielda. V křehké Passive Aggresive vynikne zvláštní atmosféra a naléhavost Molkova vokálu. K volnější části CD patří ta druhá část, např. Peeping Tom, ale druhý singl Slave to the Wage s antikonzumně laděným textem stejně jako přiostřená Haemoglobin jsou hybnější. Poslední skrytá skladba se nijak neodlišuje od zbytku desky, ani nejde o cizí skladbu.

## Seznam skladeb
| Pořadí         | Název                                                                             | Délka |
| -------------- | --------------------------------------------------------------------------------- | ----- |
| 1.             | Taste in Men                                                                      | 4:15  |
| 2.             | Days Before You Came                                                              | 2:33  |
| 3.             | Special K                                                                         | 3:52  |
| 4.             | Spite & Malice                                                                    | 3:37  |
| 5.             | Passive Aggressive                                                                | 5:24  |
| 6.             | Black-Eyed                                                                        | 3:48  |
| 7.             | Blue American                                                                     | 3:31  |
| 8.             | Slave to the Wage                                                                 | 4:06  |
| 9.             | Commercial for Levi                                                               | 2:20  |
| 10.            | Haemoglobin                                                                       | 3:46  |
| 11.            | Narcoleptic                                                                       | 4:22  |
| 12.            | Peeping Tom (obsahuje skrytou skladbu Black Market Blood začínající v čase 10:14) | 14:10 |
| Celková délka: | Celková délka:                                                                    | 55:44 |

| Bonusové skladby na vydání v USA | Bonusové skladby na vydání v USA                | Bonusové skladby na vydání v USA |
| Pořadí                           | Název                                           | Délka                            |
| -------------------------------- | ----------------------------------------------- | -------------------------------- |
| 13.                              | Without You I'm Nothing (s Davidem Bowiem)      | 4:15                             |
| 14.                              | I Feel You (předělávka skladby od Depeche Mode) | 15:19                            |